# اتحاد مشجعي كرة القدم
اتحاد مشجعي كرة القدم (بالإنجليزية: Football Supporters' Federation)‏ هي منظمة تمثل مشجعي كرة القدم في إنجلترا و‌ويلز. تقوم بحملات لمجموعة من القضايا وتدعم تمثيل المشجعين في مجالس إدارة الأندية، وتخفيض أسعار التذاكر، وإدخال مناطق وقوف آمنة في الملاعب في أعلى مستويين من كرة القدم الإنجليزية. المنظمة حرة في الانضمام وتعمل كصوت فريد لمشجعي كرة القدم.
يمثل الاتحاد أكثر من 500.000 عضو من المشجعين الأفراد ومنظمات المؤيدين المنتسبة من كل نادٍ في اللعبة الاحترافية وهرم كرة القدم.

## جائزة أفضل لاعب في العام
جائزة أفضل لاعب من اتحاد مشجعي كرة القدم هي جائزة سنوية، تُمنح في حفل توزيع جوائز الاتحاد بالاشتراك مع ويليام هيل، تُمنح للاعب الذي تم اختياره بأنه قد حصل على أداء في أفضل العام من جميع أقسام كرة القدم الويلزية والإنجليزية. تم تقديم الجائزة منذ عام 2013، عندما كان الفائز الأول هو مهاجم ليفربول لويس سواريز. آخر فائز بالجائزة هو فيرجيل فان ديك من ليفربول في عام 2019. ويتم اختيار الفائزين عن طريق التصويت العام بعد عملية الترشيح.
يشير الجدول إلى المكان الذي فاز فيه اللاعب الفائز أيضًا بواحدة أو أكثر من جوائز «أفضل لاعب في العام» الأخرى في كرة القدم الإنجليزية، وهي جائزة أفضل لاعب في إنجلترا (PPY)، جائزة أفضل لاعب في إنجلترا من اتحاد كتاب كرة القدم (FWA)، وجائزة أفضل لاعب في العام من مشجعي اتحاد لاعبي كرة القدم المحترفين (FPY)، وجائزة لاعب الموسم في الدوري الإنجليزي الممتاز (PPS)، وجائزة أفضل لاعب شاب في إنجلترا (YPY).
| العام |               | اللاعب         | النادي          | فاز أيضا بـ        | الملاحظات             |
| ----- | ------------- | -------------- | --------------- | ------------------ | --------------------- |
| 2013  | Uruguay !     | لويس سواريز    | ليفربول         | FWA, PPY           | الفائز الأول بالجائزة |
| 2014  | Argentina !   | سيرخيو أغويرو  | مانشستر سيتي    |                    | [ 11 ] [ 12 ]         |
| 2015  | Chile !       | أليكسيس سانشيز | أرسنال          | FPY                | [ 13 ] [ 14 ]         |
| 2016  | Brazil !      | فيليبي كوتينيو | ليفربول         |                    | [ 15 ]                |
| 2017  | England !     | هاري كين       | توتنهام هوتسبير |                    | [ 16 ]                |
| 2018  | Egypt !       | محمد صلاح      | ليفربول         | FWA, PPY, FPY, PPS | [ 17 ]                |
| 2019  | Netherlands ! | فيرجيل فان ديك | ليفربول         | PPY, PPS           | [ 18 ]                |

## وصلات خارجية
- الموقع الرسمي
- The Flickr account of the FSF